# Valira
Valira je nejdelší řeka Andorry. Je dlouhá 44 kilometrů a do jejího povodí patří většina území země kromě nejzazšího severovýchodu, který odvodňuje Ariège. Zdrojnicemi jsou Valira del Nord (pramení v jezeře Tristaina) a Valira d'Orient (pramení ve výšce 2450 m n. m. nad městem Encamp), které se stékají v Escaldes-Engordany. Dolní tok řeky bývá také nazýván Gran Valira. Protéká hlavním městem Andorra la Vella, jejím údolím vede hlavní silnice spojující Andorru a Španělsko. Už na španělském území Valira přibírá nejvýznamnější přítok Runer a ve městě La Seu d'Urgell se zprava vlévá do řeky Segre. Typickou zdejší rybou je pstruh obecný potoční, na březích řeky žijí vydry.